# Roger Blachnik
Roger Blachnik (* 26. September 1936 in Schwerin) ist ein deutscher Chemiker.

## Leben
Blachnik studierte von 1958 bis 1962 an der Georg-August-Universität Göttingen. 1967 wurde er an der damaligen Technischen Hochschule in Clausthal bei Armin Schneider mit einer Arbeit über Enthalpien von III-V Verbindungen promoviert. In seinem Postdoc am Fulmer Research Institute (heute: BNF-Fulmer) in Stoke Poges in Buckinghamshire, Großbritannien 1967/1968 beschäftigte er sich zusammen mit P. Gross mit den Bildungsenthalpien von Carbiden. 
1972 habilitierte er sich mit einer Schrift über Thermochemie von Chalcogeniden an der TU Clausthal. Nach einer Tätigkeit als Privatdozent an der TU Clausthal wurde er 1974 an der U-GH-Siegen, der heutigen Universität Siegen, wissenschaftlicher Rat und Professor. Blachnik war Dekan des Fachbereichs Chemie von 1979 bis 1981. 1984 erhielt er einen Ruf auf den Lehrstuhl für Anorganische Chemie an die Universität Osnabrück und Leiter des Fachbereichs Anorganische Chemie I am Institut für Chemie der Universität. Blachnik war Vertrauensdozent der Deutschen Forschungsgemeinschaft (DFG) an der Universität Osnabrück. Er wurde 2001 emeritiert.
Blachnik hat rund 250 wissenschaftliche Arbeiten zu den Themengebieten ternäre schwefel-, selen- oder tellurhaltige Systeme, Reaktivität intermetallischer Phasen sowie die Darstellung von elektrooptischen Materialien publiziert.
Blachnik ist seit 2005 Vorsitzender des Katholischen Familienverbundes in Niederdielfen.

## Schriften
- Roger Blachnik (Hrsg.): Taschenbuch für Chemiker und Physiker. Begründet von Jean d’Ans, Ellen Lax. 4., neubearbeitete und revidierte Auflage. Band 3: Elemente, anorganische Verbindungen und Materialien, Minerale. Springer, Berlin 1998, ISBN 3-540-60035-3 (Begründet von Jean d’Ans und Ellen Lax).